# 雅甘小片
雅甘小片，又稱雅甘話。得名於雅安市與甘洛縣。屬西南官話西蜀片下分支方言。特點是古入聲整體派入陰平。。

## 研究歷史
1940年（民國二十九年），中央研究院歷史語言研究所調查了四川省的漢語方言，因當時雅安大部分地區、瀘定（時歸雅安縣管轄）所屬的西康省未納入調查範圍，故未收集到此片區的語音材料。
在1956年全國方言普查中，四川大學方言調查工作組注意到此片區入聲派入陰平的特點，並將調查結果寫入《四川方言音系》。 
1986年，學者黃雪貞《西南官話的分區（稿）》中正式將此片區命名為雅棉小片。
2009年出版的新版《中國語言地圖集》中將此片區命名為雅甘小片，主要採取了李藍的研究成果
不過，對雅甘小片方言的關注和研究至今不多，公開出版或發表的學術成果仍較為罕見。

## 分佈
在學者黃雪貞《西南官話的分區（稿）》中，雅棉小片包括八個縣市，分別是
四川省：寶興縣 漢源縣 蘆山縣 瀘定縣 名山縣 石棉縣 天全縣 雅安市 。
而在2009年出版的新版《中國語言地圖集》中，此區域面積擴大至12個市縣，分別是
四川省：寶興縣 丹棱縣 甘洛縣 漢源縣 夾江縣 蘆山縣 瀘定縣 名山縣 石棉縣 天全縣 雅安市 冕寧縣

## 音系

### 聲母
以雅安雨城區方言為例，共有二十個聲母（含零聲母）。相對成都市區方言缺少齦腭鼻音聲母n̠ʲ
|        |        | 雙唇          | 唇齒     | 齒後         | 齒齦        | 齦顎         | 軟顎       |          |
| ------ | ------ | ------------- | -------- | ------------ | ----------- | ------------ | ---------- | -------- |
| 塞音   | 不送氣 | p 巴北部      |          |              | t 打得氹    |              | k 哥骨國郭 |          |
| 塞音   | 送氣   | pʰ 拔牌捕輔撲 |          |              | tʰ 剃桃掏譚 |              | kʰ 昆咳哭  |          |
| 塞擦音 | 不送氣 |               |          | ts 子字知佔  |             | tɕ 卒足訣    |            |          |
| 塞擦音 | 送氣   |               |          | tsʰ 次撮察岔 |             | tɕʰ 全區奇錢 |            |          |
| 鼻音   | 鼻音   | m 母民麵      |          |              |             |              | ŋ 我愛岸   |          |
| 擦音   | 清     |               | f 法方湖 | s 施深四     |             | ɕ 續學習     | x 漢喊嚇   |          |
| 擦音   | 濁     |               | v 無五   | z 忍人日認   |             |              |            |          |
| 邊近音 | 邊近音 |               |          |              | l 羅涼難    |              |            |          |
| 零聲母 | 零聲母 | 0 兒印芽      | 0 兒印芽 | 0 兒印芽     | 0 兒印芽    | 0 兒印芽     | 0 兒印芽   | 0 兒印芽 |

但是雅甘小片內部聲母格局，又略有所不同。天全和寶興的端定透母接齊齒呼韻母時，發生系統性齶化。如天，第，田，低，跳，訂,丟讀作tɕʰiɛn, tɕi, tɕʰiɛn, tɕʰi, tɕʰiau, tɕin, tɕiəu。蘆山除（天）字外均齶化。而石棉，漢源僅（天）字發生齶化。
泥來母分混在雅甘小片中大致分為兩類，一：全混型，此類型分布在天全，雅安，名山，蘆山，寶興，甘洛六點。此類型可為四種亞型：（1）泥來母不論洪細均讀作l，有雅安，寶興兩點。（2）泥來母不論洪細均讀作n,有甘洛一點。（3）泥來母洪音，撮口呼y前均讀作l,齊齒呼韻母前讀作ȵ。有天全，蘆山兩點。（4）除iɛn,iɐŋ前讀作n外，其他情況讀作l,有名山一點。二：泥來部分混型。有石棉，漢源兩點。其中漢源洪音泥來母均作n,泥母齊齒呼前作n̠ʲ，來母齊齒呼前作n。撮口呼韻母y前不論泥來均作n̠ʲ，如女=旅= n̠ʲy。而石棉洪音泥來母均作n,泥母齊齒呼前作n̠ʲ，來母齊齒呼前作l,撮口呼韻母y前泥母脫落作y，來母讀作l。如女=雨=y。名山Th聲母在後接在遇攝一等字前發生擦化讀作f,如兔=父=fu。天全蘆山兩點可全分X/F。如父=fu,戶=xu。

### 韻母
雅甘小片方言均擁有36個聲母，與成都話情況相似。以雅安話為例，雅安話韻母情況如下表所示。
| 開口呼            | 齊齒呼                | 合口呼         | 撮口呼              |
| ----------------- | --------------------- | -------------- | ------------------- |
| ɿ 辭詩四式 ɚ 耳二 | i 閉利憶              | u 虎豬古       | y去（文讀）疫續玉雖 |
| ɑ 馬茶答察八      | iɑ 佳蝦瞎鴨           | uɑ 瓜化刷滑    |                     |
| o 歌課剖          | io 藥學雀             |                |                     |
| e北色折得車蛇     | ie 別脅切接節結爺夜邪 | ue國闊惑       | ye 薛絕削月         |
| ai 敗在崖         | iai懈解               | uai 帥塊壞     |                     |
| ei 貝梅飛         |                       | uei 退垂脆惠慮 |                     |
| au 毛早考         | iɑu 飆弔笑            |                |                     |
| əu 浮周後         | iəu牛囚游             |                |                     |
| æn 盤陝寒砍       | iɛn 棉錢天千          | uan 短酸寬     | yen 倦園遠          |
| ən 本倫遵成杏     | in 民平欣             | uən純橫唇      | yn 軍旬瓊           |
| ɑŋ 方張上         | iɑŋ 亮江想            | uɑŋ 樁狀黃     |                     |
| oŋ 朋貿公風       |                       |                | ioŋ 窮兄雄          |

雖然均具備36個韻母，但雅甘小片內部韻仍有較大差異。如蘆山，石棉，甘洛三點不存在蟹攝二等開口字文讀iai音節。但蘆山在唇音P,pʰ,f後接oŋ音節時，主元音高化到ə，如風fəŋ。石棉在唇音P,pʰ後高化到ə，如朋pʰəŋ。而甘洛曾梗入一二等開口字有一個其他雅甘方言不存在的韻母ɛi,如德Tɛi,北pɛi。天全蘆山沒有v音節，無烏舞均作u。漢源石棉麻韻三等知系字及曾梗入開口字系統性發生復化，如者tsai,蛇sai,格kai,則tsai,但石棉車字仍讀作tsʰe。其中漢源部分德韻合口字亦發生復化。如闊Khuai。其餘字作ue。（榮）字除天全，寶興讀作ioŋ外，其餘方言點讀作yin。融字僅名山，天全讀作zoŋ,其餘方言點作ioŋ。（族）字全部方言點作Tshu。其中石棉麻韻三等非知系字及戈韻三等合口字部分發生高化。如寫ɕi,爺i。茄tɕʰi。端定透母合口字方面，漢源蟹攝合口全掉，如堆tei。推Thei。泥母後僅丟失一字，內作nei。而在臻攝一三等陽聲韻端泥精組合口字u介音方面，雅安名山全部脫落。蘆山除端母字盾，天全除端母字盾，心母字筍外全部保留，寶興僅保留清母字村，石棉僅保留來母字論，滿源僅保留精母字遵。薛月屑韻及屋燭韻三等入聲韻方面情況比較複雜。比如屑韻字血僅寶興石棉讀作撮口呼韻母ye，其餘作ie。月韻字(蕨)僅名山蘆山漢源讀作撮口呼韻母ye，其餘作io。月韻字(粵)僅蘆山寶興讀作撮口呼韻母ye，名山作ŋo、其餘作io。術韻字除(戍)除石棉作Su外，其餘方言點均讀作ɕy、橘所有方言點均作tɕy。物韻字屈除石棉漢源甘洛作tɕʰio外，其餘均作tɕʰy。屋韻字菊，局所有方言點也均為撮口y讀法。屋韻字育，欲，昔韻字疫，役除石棉漢源寶興讀作io外其他方言點均作y。，職韻字域除石棉作io外其他方言點均作y。術韻入聲字恤的情況比較複雜，石棉，天全，蘆山作ɕye，雅安作ɕy，漢源，寶興，名山作ɕie。屋韻字鬱天全，蘆山，寶興作y,名山，石棉作,漢源作io,名山作iəu。雅安作y213（去聲，可能是普化）。但是雅安市個別戈韻三等開口字也有混入江攝入聲韻的現象，如瘸作tɕʰio。韻分莊組開口字在雅甘小片中變為開口字，如廈，抓，鏟（僅漢源讀作開口），刪，床，窗（僅漢源），省（僅天全，蘆山）。而曾梗三等開口知章組（繩）字，僅漢源讀作sen,而非suen。部分流攝字在雅甘小片的分佈情況比較複雜，如（某）字，全部方言點讀作moŋ,（畝）同理。謀字除雅安讀作mei外全部讀moŋ。（否）字情況較為複雜，雅安，名山，蘆山，石棉讀作fo,天全，寶興讀作fəu,漢源讀作fu。（皺）字雅安，蘆山，漢源讀作tsəu,其餘方言點讀作tsoŋ。（虱）字除漢源作sɿ外，其餘方言點作Se。甘洛韻母由於受攀西及岷赤小片方言影響，韻母比較複雜，讀者可以參閱《四川越西，甘洛等五縣市方言音系研究》

### 調值
雅甘方言調調值如下（甘洛數據來自《四川越西，甘洛等五縣市方言音系研究》，其他方言調值數據均來自《雅安等八區縣方言音系調查研究》
| 方言點 | 陰平 | 陽平 | 上聲 | 去聲 | 入聲 |
| ------ | ---- | ---- | ---- | ---- | ---- |
| 雅安話 | 45   | 31   | 42   | 213  | 45   |
| 名山話 | 45   | 21   | 42   | 34   | 45   |
| 寶興話 | 55   | 21   | 41   | 24   | 55   |
| 石棉話 | 55   | 31   | 51   | 323  | 55   |
| 天全話 | 55   | 31   | 42   | 323  | 55   |
| 漢源話 | 55   | 21   | 52   | 213  | 55   |
| 甘洛話 | 45   | 31   | 52   | 213  | 45   |
| 蘆山話 | 55   | 21   | 41   | 214  | 55   |